# Peter Deuflhard
Peter Jochen Deuflhard (* 3. Mai 1944 in Dorfen, Oberbayern; † 22. September 2019 in Berlin) war ein deutscher Mathematiker.

## Leben
Peter Deuflhard wuchs als Sohn eines Landarztes im bayerischen Dorfen auf. Ab 1963 absolvierte er ein Studium der Physik an der TU München, das er 1968 mit dem Diplom abschloss. Von 1969 bis 1973 war er Wissenschaftlicher Mitarbeiter an der Universität zu Köln und wurde dort 1972 bei Roland Bulirsch mit einer Arbeit zu Newton-Verfahren promoviert. Von 1973 bis 1978 war er an der TU München tätig und habilitierte sich 1977 mit einer Arbeit über numerische Mehrschießverfahren für Randwertprobleme, ebenfalls ein Gebiet der Numerischen Mathematik. Im Jahr 1978 nahm er einen Ruf auf eine Professur für Numerische Mathematik an der Ruprecht-Karls-Universität Heidelberg an. 1986 folgte er dem Ruf auf eine Professur für Numerische Analysis und Scientific Computing an der Freien Universität Berlin. Im selben Jahr legte Peter Deuflhard ein Konzept vor, mit welchem das 1984 gegründete Konrad-Zuse-Zentrum für Informationstechnik Berlin (ZIB), ursprünglich ein dienstleistungsorientiertes Zentrum für Hochleistungsrechnen, in das erste deutsche Institut für Wissenschaftliches Rechnen überführt wurde und dessen erster Präsident er 25 Jahre lang von 1987 bis 2012 war. Unter seiner Leitung entwickelte sich das ZIB (heute Zuse-Institut Berlin) zu einem weltweit anerkannten Forschungsinstitut und einem Vorbild für interdisziplinäre mathematische Forschung. Nach seiner Emeritierung war Peter Deuflhard von 2012 bis 2014 zunächst Seniorprofessor an der Freien Universität Berlin, von 2015 bis 2016 an der Université Pierre et Marie Curie (UPMC) in Paris. Von 2015 bis 2018 war er Gründungsdirektor des Bejing Institute for Scientific and Engineering Computing (BISEC).
In erster Ehe war Deuflhard mit Gisela Knott, in zweiter Ehe mit Amelie Böck (* 1959) verheiratet. Er hatte vier Kinder.

## Werk
Peter Deuflhards Tätigkeit war von einer engen interdisziplinären Zusammenarbeit mit Ingenieuren, Naturwissenschaftlern und Geisteswissenschaftlern gekennzeichnet. Seine Forschungsschwerpunkte lagen auf dem Gebiet der Numerischen Mathematik sowie der mathematischen Modellierung mit Anwendungsschwerpunkten u. a. in Medizin und Medizintechnik, Biotechnologie und chemischer Verfahrenstechnik. Er war einer der Gründer des DFG-Forschungszentrums MATHEON (heute weiterentwickelt zum Exzellenzcluster Math+), an dem alle Berliner Universitäten und mathematischen Forschungsinstitute beteiligt sind und das als Vorbild für die Zusammenarbeit der Berliner Universitäten im Rahmen der Exzellenzstrategie gilt.
Im Laufe seiner Tätigkeit wurden ihm unter anderem 1994 die Gerhard-Damköhler-Medaille (für grundlegende Arbeiten zur chemischen Reaktionstechnik), 2000 die Ehrendoktorwürde der Universität Genf und 2007 der ICIAM-Maxwell-Preis für grundlegende Beiträge zur angewandten Mathematik verliehen. Ab 2001 war Deuflhard Mitglied der Berlin-Brandenburgischen Akademie der Wissenschaften (BBAW).
Peter Deuflhard war Mitherausgeber einiger internationaler mathematischer Zeitschriften. Seine Bücher Numerische Mathematik I und II gehören im deutschsprachigen Raum zu den Standardlehrbüchern über numerische Mathematik.

## Schriften (Auswahl)
- mit Andreas Hohmann: Numerische Mathematik I. Eine algorithmisch orientierte Einführung. 3., überarbeitete und erweiterte Auflage. De Gruyter, Berlin / New York 2002.
- mit Folkmar Bornemann: Numerische Mathematik II. Gewöhnliche Differentialgleichungen. 2. vollständig überarbeitete und erweiterte Auflage. De Gruyter, Berlin / New York 2002.
- mit Folkmar Bornemann: Scientific Computing with Ordinary Differential Equations. Springer, New York 2002, ISBN 978-0-387-21582-2.
- Newton Methods for Nonlinear Problems. Affine Invariance and Adaptive Algorithms. 2. Auflage. Springer, 2006 (= Computational Mathematics. Band 35).
- mit Martin Weiser: Numerische Mathematik III. Adaptive Lösung partieller Differentialgleichungen. De Gruyter, Berlin 2011.